# Erythroxylum oreophilum
Erythroxylum oreophilum är en tvåhjärtbladig växtart som först beskrevs av Otto Eugen Schulz och Pilger, och fick sitt nu gällande namn av Julian Alfred Steyermark och Maguire. Erythroxylum oreophilum ingår i släktet Erythroxylum och familjen Erythroxylaceae. Inga underarter finns listade i Catalogue of Life.